# Rima Kaschafutdinowa
Rima Kaschafutdinowa (* 24. Juli 1995 in Sätbajew) ist eine kasachische Leichtathletin, die sich auf den Sprint spezialisiert hat. 2017 wurde sie mit der kasachischen 4-mal-100-Meter-Staffel Asienmeisterin.

## Sportliche Laufbahn
Erste Erfahrungen bei internationalen Meisterschaften sammelte Rima Kaschafutdinowa bei den Jugendweltmeisterschaften 2011 nahe Lille, bei denen sie über 100 und 200 Meter in der ersten Runde ausschied. Im Jahr darauf nahm sie an den Juniorenasienmeisterschaften in Colombo teil und wurde dort in 12,19 s Vierte im 100-Meter-Lauf. Zwei Jahre später nahm sie erneut an den Juniorenasienmeisterschaften in Taipeh teil und wurde diesmal Achte über 100 Meter sowie Sechste im 200-Meter-Lauf. 2016 belegte sie bei den Hallenasienmeisterschaften in Doha den siebten Platz über 60 Meter. Sie qualifizierte sich für die Olympischen Spiele in Rio de Janeiro, bei denen sie über 100 Meter in der Vorrunde ausschied und mit der kasachischen Staffel ebenfalls im Vorlauf disqualifiziert wurde. 2017 gewann sie bei den Asienmeisterschaften in Bhubaneswar die Goldmedaille mit der kasachischen Stafette. Bei den Weltmeisterschaften in London schied sie mit der Staffel in der Vorrunde aus. Zwei Wochen später wurde sie bei den Studentenweltspielen in Taipeh im August mit der kasachischen 4-mal-100-Meter-Staffel disqualifiziert.
2018 nahm sie an den Hallenasienmeisterschaften in Teheran teil und belegte dort in 7,50 s den fünften Platz über 60 Meter. Ende August nahm sie mit der Staffel erstmals an den Asienspielen in Jakarta teil und gewann dort die Bronzemedaille. Im Jahr darauf schied sie bei den Asienmeisterschaften in Doha mit 11,95 s in der ersten Runde aus und gewann mit der Staffel in 43,36 s die Silbermedaille hinter dem chinesischen Team. Anschließend schied sie mit der Staffel bei den World Relays in Yokohama mit 43,71 s in der ersten Runde aus. Auch bei der Sommer-Universiade in Neapel schied sie mit 12,05 s über 100 Meter in der ersten Runde aus. Mit der Staffel qualifizierte sie sich für die Weltmeisterschaften in Doha, bei denen sie mit 43,79 s im Vorlauf ausschied. 2023 verpasste sie bei den Hallenasienmeisterschaften in Astana mit 7,58 s den Finaleinzug über 60 Meter. Im Juli schied sie bei den Freiluftmeisterschaften in Bangkok mit 11,89 s im Vorlauf über 100 Meter aus und wurde mit der Staffel im Finale disqualifiziert.
In den Jahren 2016 und 2022 wurde Kaschafutdinowa Kasachische Meisterin mit der 4-mal-100-Meter-Staffel und 2018 und 2019 Hallenmeisterin im 60-Meter-Lauf. Zudem siegte sie 2021 in der 4-mal-200-Meter-Staffel sowie 2021 auch in der 4-mal-400-Meter-Staffel.

## Persönliche Bestzeiten
- 100 Meter: 11,31 s (+1,2 m/s), 25. Juni 2016 in Almaty
  - 60 Meter (Halle): 7,38 s, 18. Februar 2017 in Öskemen
- 200 Meter: 23,76 s (−0,7 m/s), 13. Juni 2017 in Almaty
  - 200 Meter (Halle): 25,32 s, 7. Februar 2015 in Öskemen